# Спортска дворана Олимпијског спортског центра у Пекингу
Спортска дворана Олимпијског спортског центра у Пекингу,Olympic Sports Center Gymnasium (поједностављен кинески језик: 奥体中心体育馆; традиционални кинески језик: 奧體中心體育館; пињин: Ào Tǐ Zhōngxīn Tǐyùguǎn) је затворена арена поред стадиона Олимпијског спортског центра у јужном делу Олимпијског зеленила у Пекингу, Кина.
Реновиран је за Олимпијске игре 2008. године гдје је био домаћин рукометних турнира до и укључујући четвртфинале, након чега су се преселили на већи национални затворени стадион у Пекингу. Након такмичења у рукомету, 2008. године на мјесту одржавања је одржан турнир Пекинг Вушу Турнир 2008..
Спортска дворана је капацитет од 7.000 сједећих места који је проширен са првобитних 6.000 и површину од 47.410 квадратних метара са садашњих 43.000. Три рукометна терена пуштена су у употребу 2008. године. Реновирање је завршено у августу 2007. године.